# اوبیازدا (استان اوپوله)
اوبیازدا (به لهستانی: Objazda) یک منطقهٔ مسکونی در لهستان است که در گمینا نامسووو واقع شده‌است.